# Brassolis
Genre
 Brassolis  est un genre de lépidoptères (papillons) de la famille des Nymphalidae, de la sous-famille des Morphinae, de la tribu des Brassolini, de la sous-tribu des Brassolina.

## Historique et dénomination
- Le genre Brassolis a été décrit par l'entomologiste danois Johan Christian Fabricius en 1807[1].
- L’espèce type est Brassolis sophorae Linnaeus.

### Synonyme
- Le terme Brassolis (Illiger, 1807) est un synonyme du genre Morpho.

## Taxinomie
Liste des espèces
- Brassolis astyra (Godart, 1824)[2]
- Brassolis sophorae (Linnaeus, 1758)[3]
- Brassolis isthmia (Bates, 1864)[4]
- Brassolis haenschi (Stichel, 1902)[5]

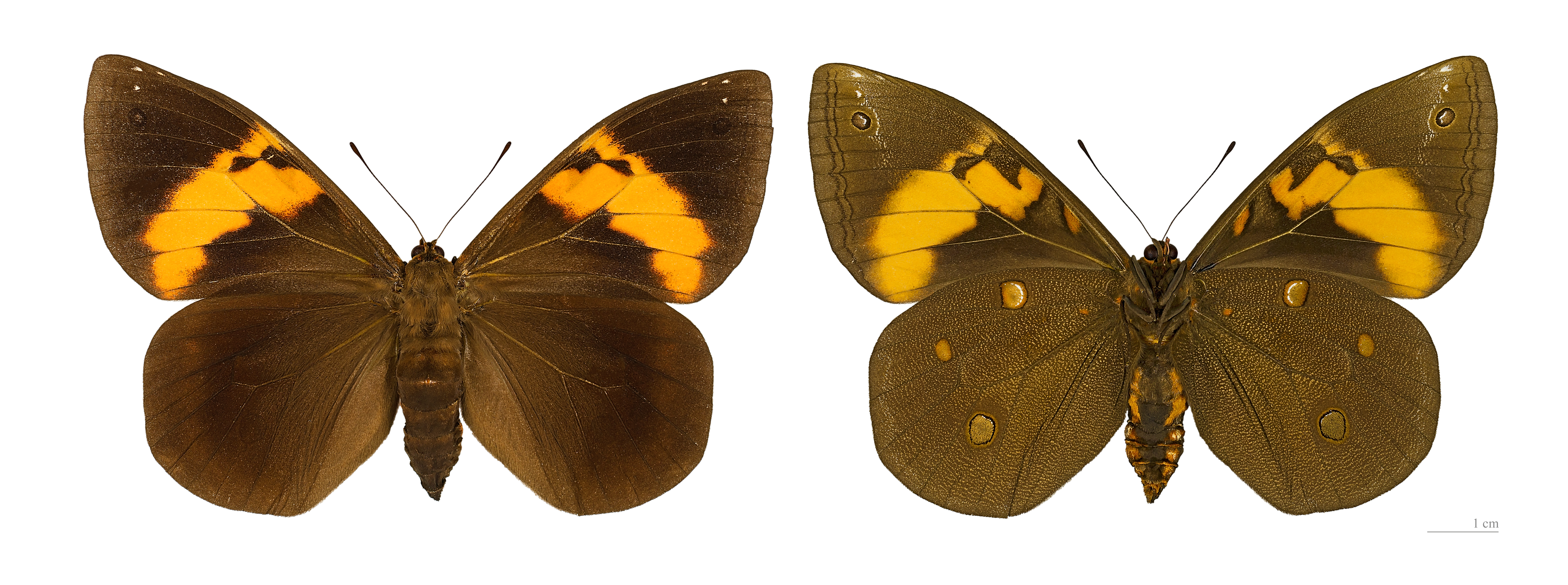
Brassolis sophorae - Muséum de Toulouse

## Répartition
Amérique centrale et Amérique du Sud.